# Armata 4,5-calowa
Armata 4,5-calowa (BL 4.5 inch Medium Field Gun) – armata polowa o kalibrze 4,5 cala (114 milimetrów) używane przez wojska brytyjskie w okresie drugiej wojny światowej.
Pierwsza wersja dział 4,5-calowych powstała w wyniku modernizacji i przekalibrowania armat 60-funtowych używanych w czasie pierwszej wojny światowej, jednak z powodu braku odpowiedniej ilości dział 60-funtowych zdecydowano na produkcję nowej armaty od zera. Produkcja rozpoczęła się w 1940 roku; w celu zmniejszenia kosztów zdecydowano się na użycie podwozia z armaty 5,5-calowej. Po zakończeniu drugiej wojny światowej armata służyła w jednostkach szkoleniowych aż do 1959 roku.
Armaty kalibru 114,3 milimetra znajdowały się na wyposażeniu jednostek Polskich Sił Zbrojnych na Zachodzie: 11 Pułku Artylerii Ciężkiej i 12 Pułku Artylerii Ciężkiej wchodzących w skład 2 Korpusu Polskiego.